# Demografia de Andorra
Andorra conta com 83.137 habitantes e uma densidade demográfica de 179 habitantes por km², segundo o senso de 2007.

## Nacionalidades e Evolução Demográfica
Segundo o senso de 2007, 36,6% da população total do país (30.441 habitantes) é de nacionalidade andorrana. 33% da população (27.476 habitantes) é de origem espanhola, 16,3% (13.519 habitantes) é de nacionalidade portuguesa, 6,3% (5.200 habitantes) é de origem francesa e os 7,8% restantes (6.501 habitantes) são de outras nacionalidades quaisquer.
Os andorranos, portanto, são minoria, já que formam apenas 36,6% da população total do país. Há várias explicações para esse fato. Um deles é o fato de que Andorra está situada em uma zona isolada, o que causa população baixa e densidades pouco elevadas. Por sua condição de paraíso fiscal, a partir dos anos 60, se formou uma potente indústria comercial, que, com as várias estações de esqui que existem no país, precisou de uma evolução demográfica na região, cuja solução foi a imigração. No começo, os espanhóis foram os principais imigrantes e, logo depois, surgiram os portugueses. No entanto, Andorra, no século XX, restringiu a nacionalização no país, afinal a imigração, nesse período, e até hoje em dia, era intensa.

## População dasParóquiasdeAndorra
Veja abaixo a população total das sete paróquias em que Andorra está dividida:
| Paróquia                   | População (2007) | Superfície (em km²) | Densidade (2007) (em hab/km²) |
| Canillo                    | 5.422            | 121                 | 45                            |
| Encamp                     | 14.029           | 74                  | 190                           |
| Ordino                     | 3.685            | 89                  | 41                            |
| La Massana                 | 9.357            | 61                  | 153                           |
| Andorra-la-Vella (capital) | 24.574           | 12                  | 2.048                         |
| Sant Julià de Lòria        | 9.595            | 60                  | 160                           |
| Escaldes-Engordany         | 16.475           | 47                  | 351                           |
| Andorra                    | 83.137           | 464                 | 179                           |

O maior núcleo de população do principado é a capital, Andorra-la-Vella, com 24.574 habitantes (2007), representando 29,6% da população total de Andorra. Depois, como vemos acima, vêm as paróquias de Escaldes-Engordany (16.475 habitantes) e de Encamp (14.029 habitantes).

## Línguas
O idioma oficial de Andorra é o catalão, língua habitual de 43,8% da população andorrana. Depois, em segundo lugar, é falada a língua castelhana (idioma espanhol), com 32,8% da população total de Andorra como falante; aí, vem a língua portuguesa, em que 7,6% da população total andorrana fala habitualmente esse idioma; e, em seguida, é falada a língua francesa, com 7,1% da população total andorrana como falante.
|                                                                            | Língua materna | Língua habitual |
| -------------------------------------------------------------------------- | -------------- | --------------- |
| Catalão                                                                    | 31,4%          | 43,8%           |
| Castelhano                                                                 | 35,9%          | 32,8%           |
| Por igual castelhano e catalão                                             | 1,5%           | 2,7%            |
| Português                                                                  | 14,7%          | 7,6%            |
| Francês                                                                    | 7,8%           | 7,1%            |
| Outros                                                                     | 8,7%           | 6,0%            |
| Fonte:Gobierno de Andorra. Encuesta de usos lingüísticos en Andorra - 2004 |                |                 |

## Dados demográficos
Dados segundo a CIA World Factory:
- População: 76.875 habitantes (2004).
- Pirâmide etária:
  - 0-14 anos: 14,82% (homens 5922; mulheres 5476);
  - 14-64 anos: 73,21% (homens 29628; mulheres 26651);
  - Mais de 65 anos: 11,95% (homens 4.535; mulheres 4.653).
- Taxa de crescimento da população: -0,19% (2000).
- Taxa de natalidade: 10,58 nascimentos / 1.000 habitantes (2004).
- Taxa de mortalidade: 3,65 falecimentos / 1.000 habitantes (2004).
- Taxa de mortalidade infantil: 4,08 mortes / 1.000 nascimentos (2000).
- Esperança de vida (2000): 83,46 anos no total;
  - Homens: 80,56 anos;
  - Mulheres: 86,56 anos.
- Religião: predominantemente Católica Romana.